# Michail Kozhevnikov
Michail Kozhevnikov (russisch Михаил Кожевников Michail Koschewnikow; * 29. Oktober 1981 in Leningrad, Russische SFSR) ist ein israelischer Eishockeynationalspieler, der seit 2014 beim HC Bat Yam in der israelischen Eishockeyliga. Sein Zwillingsbruder Evgeni spielte ebenfalls viele Jahre in Deutschland und ist ebenfalls israelischer Nationalspieler.

## Karriere
Michail Kozhevnikov begann seine Karriere in seiner Heimatstadt St. Petersburg und wechselte im Jahr 2000 zu den Krefeld Pinguinen aus der DEL, wurde von diesen jedoch zunächst nur bei ihrem Kooperationspartner EV Duisburg in der Oberliga Nord eingesetzt. Anschließend stand er im Kader der Augsburger Panther sowie der Straubing Tigers in der 2. Bundesliga, ehe er 2004 zu den Hannover Scorpions wechselte. Erst in der Saison 2006/07 schafft Kozhevnikov den endgültigen Durchbruch in der deutschen Eliteklasse.
Zur Spielzeit 2007/08 wechselte Kozhevnikov von Hannover zu den Hamburg Freezers, die er bereits nach wenigen Wochen in Richtung EV Duisburg verließ. Nachdem die Duisburger zum Ende der Saison 2008/09 Insolvenz anmelden mussten und aus der DEL ausgeschlossen wurden, schloss sich Kozhevnikov dem REV Bremerhaven aus der 2. Bundesliga an. Über die Krefeld Pinguine und den REV Bremerhaven kam er 2011 zu den Heilbronner Falken, bei denen er bis 2013 spielte. Seit 2014 spielt er zusammen mit seinem Bruder für den HC Bat Yam in der israelischen Eishockeyliga. Mit dem Klub wurde er 2016 und 2018 israelischer Meister.

### International
Für die israelische Eishockeynationalmannschaft nahm Kozhevnikov ebenso wie sein Bruder erstmals an der Weltmeisterschaft 2017 in der Division II teil und wurde zum besten Abwehrspieler des Turniers gewählt. Auch 2018 und 2019 spielte er in der Division II.

## Erfolge und Auszeichnungen
- 2016 Israelischer Meister mit dem HC Bat Yam
- 2017 Bester Verteidiger der Weltmeisterschaft der Division II, Gruppe B
- 2018 Israelischer Meister mit dem HC Bat Yam
- 2019 Aufstieg in die Division II, Gruppe A bei der Weltmeisterschaft der Division II, Gruppe B

## Karrierestatistik
(Legende zur Spielerstatistik: Sp oder GP = absolvierte Spiele; T oder G = erzielte Tore; V oder A = erzielte Assists; Pkt oder Pts = erzielte Scorerpunkte; SM oder PIM = erhaltene Strafminuten; +/− = Plus/Minus-Bilanz; PP = erzielte Überzahltore; SH = erzielte Unterzahltore; GW = erzielte Siegtore; 1 Play-downs/Relegation; Kursiv: Statistik nicht vollständig)